# Transport în Polonia
Acest articol tratează aspecte ale transportului în Polonia.

### Căi ferate

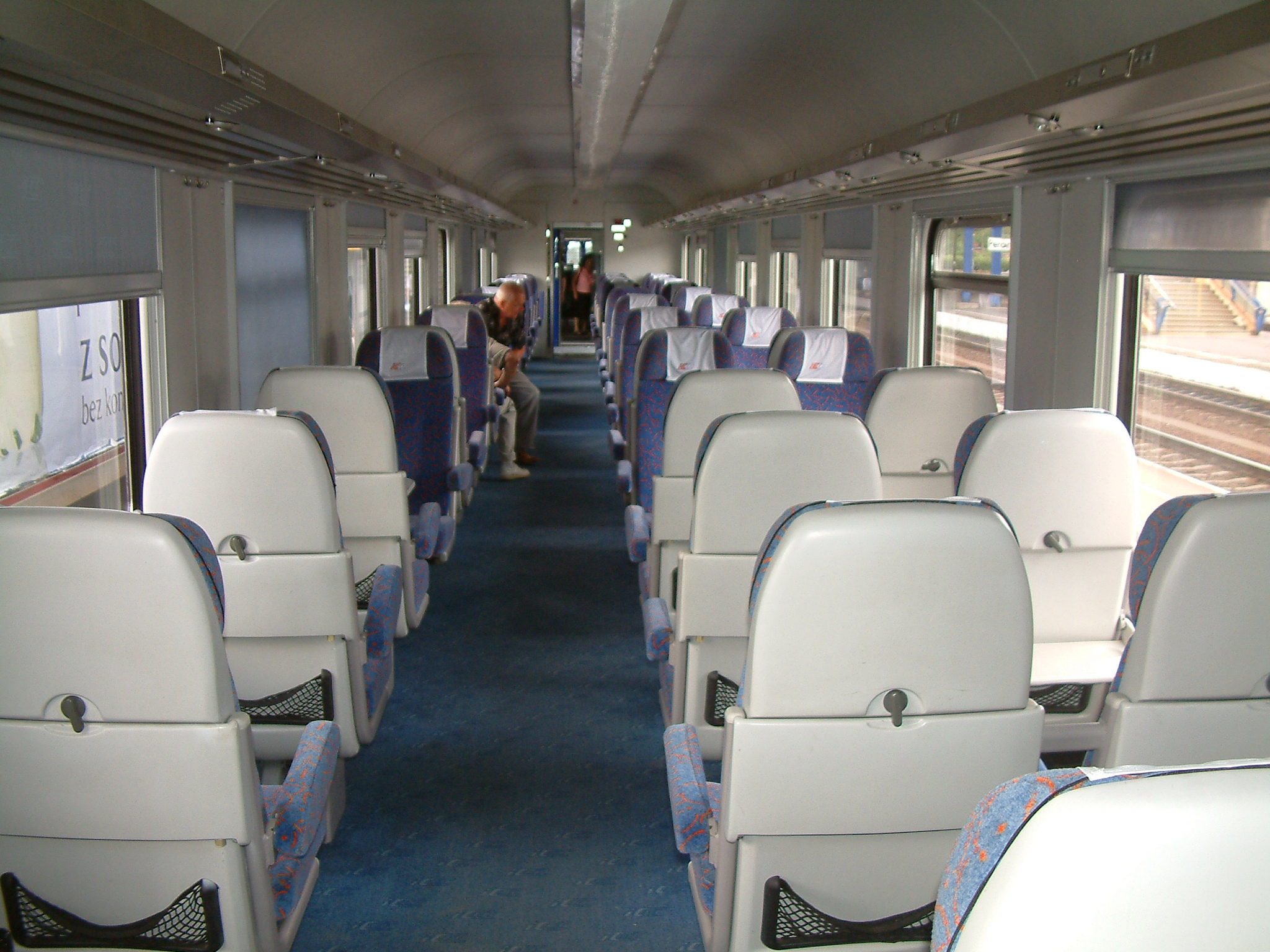
Interiorul trenului InterCity

Cea mai mare companie care lucrează în transportul feroviar este gruparea Polskie Koleje Państwowe S.A. (Căile Ferate Statale Poloneze), compusă din 17 companii autonome, dintre care cele mai importante sunt:
- PKP Polskie Linie Kolejowe S.A. — responsabilă pentru infrastructură
- PKP Przewozy Regionalne Sp. z o.o. — responsabilă pentru servicii de transport al pasagerilor
- PKP Cargo S.A. — servicii marfare
- PKP InterCity Sp. z o.o. — responsabilă pentru trenuri rapide EuroCity, InterCity, Tanie Linie Kolejowe și trenuri Express.

În câteva voievodate se creează companii autonome PKP S.A. împreună cu organele administrației locale, de exemplu Koleje Mazowieckie (Căile Ferate Mazoviene) în voievodatul Mazovia. În Trioraș și Varșovia există și linii urbane, care folosesc șinele lui Polskie Linie Kolejowe, numite Cale Ferată Urbană Rapidă (Szybka Kolej Miejska). În cea din urmă funcționează și calea navetiștilor, Calea Navetiștilor Varșoviană (Warszawska Kolej Dojazdowa)
În afară de PKP S.A., funcționează și alți operatori de cale ferată, care servesc în principal pentru transportul marfar. Unii dintre ei sunt: PTKiGK Rybnik S.A., PCC Rail Szczakowa sau CTL. Puțini operatori au o licențiere pentru servicii de transport al pasagerilor, dar în afară de PKP, doar companii care funcționează pe șine de mică măsură.

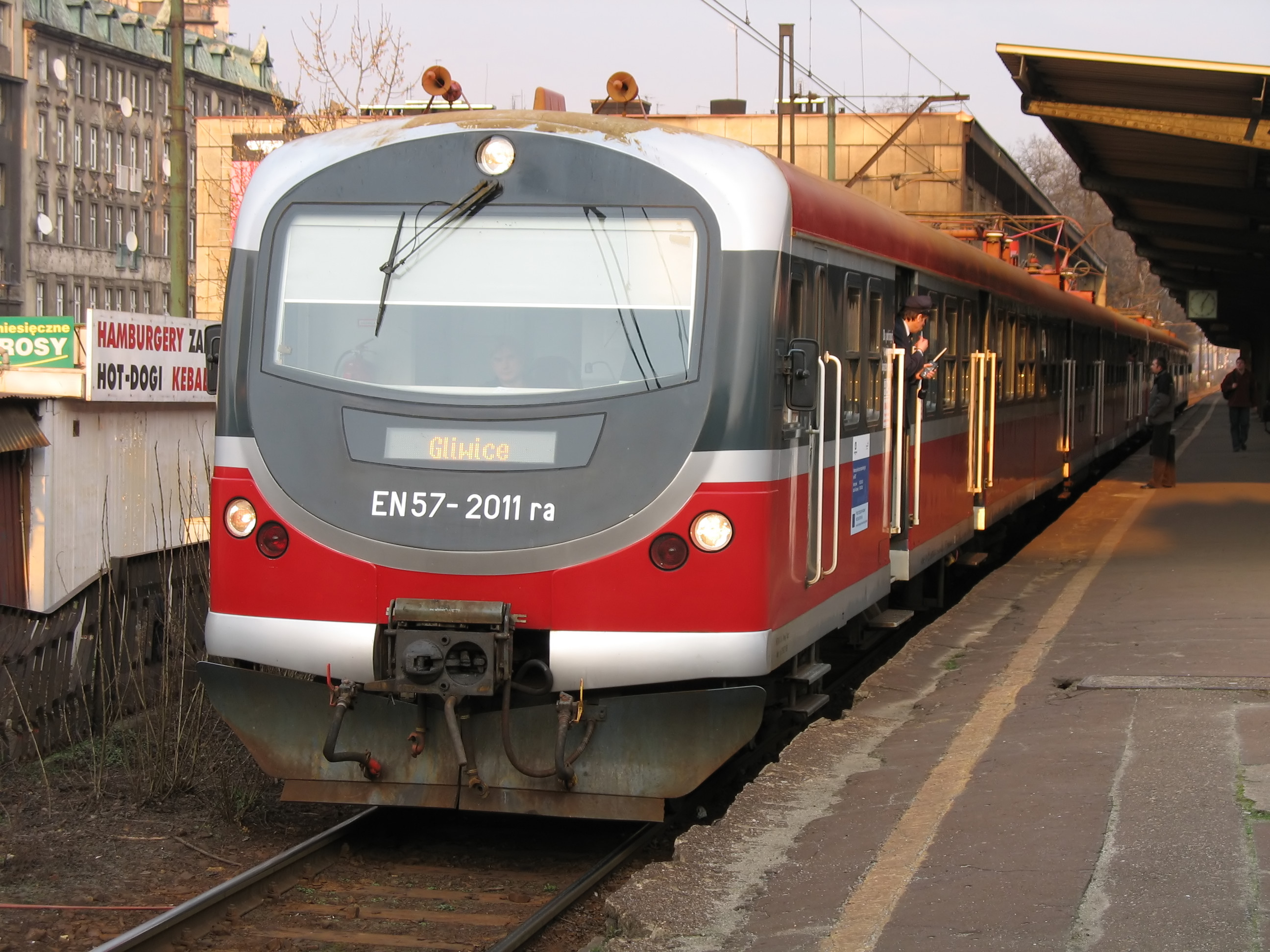
Rama electrică EN57-2011 în gara din Zabrze

Lungimea totală a magistralelor este de 23.852 de kilometri. Majoritatea lor este deținută de PKP Polskie Linie Kolejeowe S.A. și alți operatori trebuie să plătească pentru utilizare. 
Multe linii feroviare au fost închise după 1990 din cauza lipsei de venituri. În special, reducerea numărului căilor ferate folosite este vizibilă în părțile țării care în trecut au făcut parte din Germania, pentru că rețeaua feroviară este mai mult extinsă acolo decât în alte regiuni.
Cele mai importante magistrale feroviare în Polonia sunt:
- E20: frontiera germană ↔ Poznań Główny ↔ Warszawa Centralna ↔ frontieria bielorusă
- E30: frontiera germană ↔ Wrocław Główny ↔ Katowice Główne ↔ Kraków Główny ↔ frontiera ucraineană
- E65: frontiera cehă ↔ Katowice Główne ↔ Warszawa Centralna ↔ Tczew ↔ Gdynia Główna

O parte a magistralei E65 între Katowice Główne și Warszawa Zachodnia este cunoscută ca Magistrala Feroviară Centrală (Centralna Magistrala Kolejowa) și este pregătită pentru trenuri de viteză mare.

### Drumuri și autostrăzi

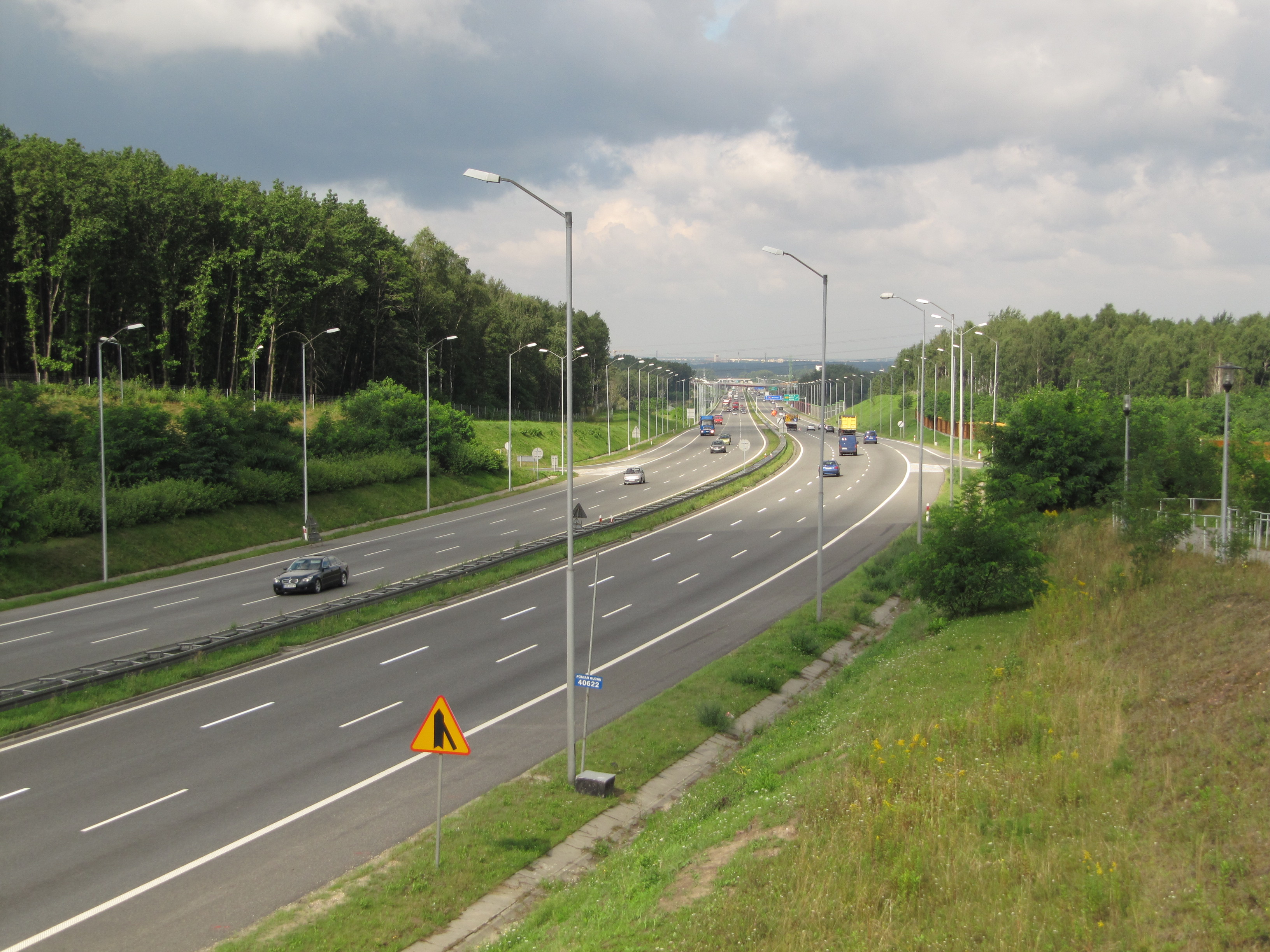
Autostrada A4 în jurul orașului Ruda Śląska

Polonia are o infrastructură slab dezvoltată a drumurilor și autostrăzilor după standarde vest-europene. Există doar câteva autostrăzi și drumuri rapide (asemănătoare cu autovías în Spania), și o rețea extensivă a drumurilor, din care majoritatea au doar câte un sens, care leagă orașele principale.
Calitatea drumurilor poloneze constituie o barieră importantă pentru dezvoltarea țării, în special într-un context de integrare europeană. Deși lungimea totală a drumurilor este relativ mare, Polonia nu are densitatea cerută de autostrăzi. Căile principale au o lungime de 18.036 km. La data de 31 decembrie 2001, doar 398 km dintre ele erau autostrăzi și 206,2 km — drumuri rapide. Pe o lungă întindere (104 km sau 26,1%) erau într-un stadiu atât de mare de deteriorare, încât necesitau reconstruirea completă. 4.808 km din drumurile poloneze au fost clasificate ca parte a coridoarelor de transport europene TINA, dar doar 7% dintre ele (346 km) sunt în concordanță cu standardele Uniunii Europene.
Între anii 1990 și 2001 au fost construite doar 138 km de autostrăzi și 33 km de drumuri rapide. Până la sfârșitul anului 2001, erau în construcție doar 38 km de drumuri. Conform informațiilor mai recente, până în 2004, 67 km de autostrăzi au mai fost deschise pentru trafic, pe când 284 km erau în construcție la sfârșitul acestui an. 

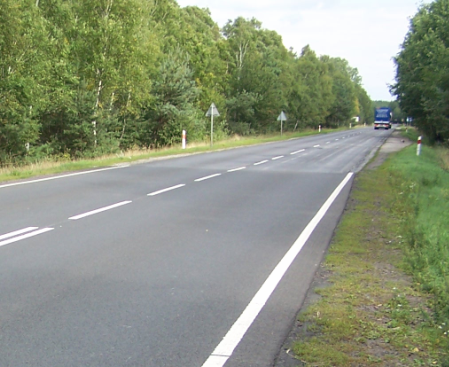
Drumul naţional 10 în jurul orașului Solec Kujawski

De-a lungul ultimilor ani, situația s-a îmbunătățit și bugetul guvernului pentru construirea căilor  de transport a fost mărit datorită finanțărilor Uniunii Europene pentru proiecte infrastructurale. În prezent, cele mai importante trei autostrăzi care traversează Polonia de la nord la sud și de la vest la est sunt ori în construcție ori în proiectare, iar contruirea lor va fi terminată spre mijlocul deceniului următor. Până în 2009 cele mai importante orașe (Poznań, Wrocław, Łódź, Varșovia, Cracovia și Katowice) vor avea o legătură cu rețeaua autostrăzilor vest-europene.
Autostrăzi, numite autostrada (autostrady la plural), plănuite sunt:
- A1: Gdynia ↔ Gdańsk ↔ Toruń ↔ Łódź ↔ Częstochowa ↔ Gliwice ↔ Gorzyczki (frontiera cehă)
- A2: Świecko (frontiera germană) ↔ Poznań ↔ Łódź ↔ Varșovia ↔ Siedlce ↔ Kukuryki (frontiera bielorusă)
- A4: Jędrzychowice (frontiera germană) ↔ Wrocław ↔ Katowice ↔ Cracovia ↔ Rzeszów ↔ Korczowa (frontiera ucraineană)
- A6: Kołbaskowo (frontiera germană) ↔ Szczecin ↔ Goleniów ↔ Koszalin ↔ Słupsk ↔ Gdynia (prioritate mică și multe alte variante de linie)
- A8: Magnice ↔ Wrocław ↔ Pawłowice (șosea de centură a lui Wrocław)
- A18: Olszyna (frontiera germană) ↔ Krzyżowa (joncțiune cu A4)

### Transport aerian

Aeroporturile internaţionale

Companiile poloneze de transport aerian sunt: PLL LOT, Centralwings, EuroLOT, Prima Charter, White Eagle Aviation și Direct Fly (acum cu zborurile anulate). Pe aeroporturile poloneze operează și alte companii aeriene precum: Air France, British Airways, Lufthansa, Ryanair sau TAROM. Cele mai importante aeroporturi sunt: Warszawa Okęcie, Bydgoszcz, Gdańsk, Katowice Pyrzowice, Kraków Balice, Poznań Ławica, Szczecin Goleniów și Wrocław Strachowice. Rețeaua legăturilor aeriene în Polonia nu este dezvoltată și majoritatea zborurilor sunt făcute prin aeroportul Okęcie. Aproximativ 20 de aeroporturi, care acum sunt nefolosite, pot fi modernizate spre a deschide transportul aerian.

### Transport urban

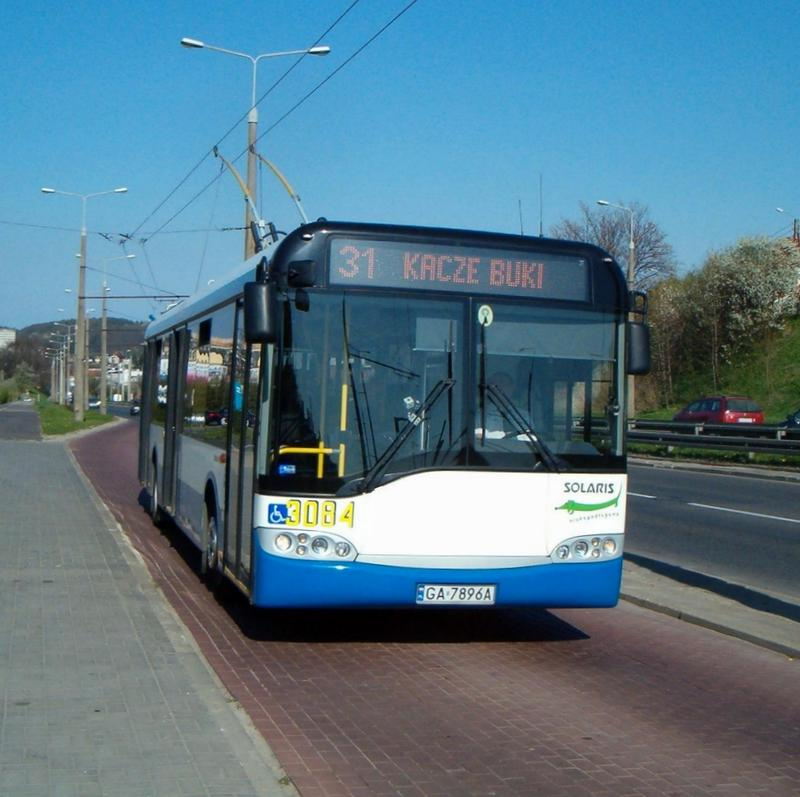
Troleibuz Solaris Trollino 12AC care operează în Gdynia.

În Polonia, tipurile principale de transport urban sunt autobuzele și tramvaiele. Există și o linie de metrou — în Varșovia, încă nefinalizată. Varșovia și aglomerația Gdańsk-Gdynia au de asemenea un sistem de trenuri urbane rapide , numit Calea Ferată Rapidă Urbană (Szybka Kolej Miejska). Suplimentul pentru transportul urban, tramvaiul rapid, funcționează în Poznań, sisteme asemănatoare sunt construite și în Cracovia, Szczecin și Łódź. 
Tramvaiele sunt în uz în: Bydgoszcz, Cracovia, Częstochowa, Elbląg, Gdańsk, Gorzów Wielkopolski, Aria Industriala de Silezia Superioară, Grudziądz, Łódź, Pabianice, Poznań, Szczecin, Toruń, Varșovia și Wrocław. În trecut, erau folosite și în Białystok, Bielsko-Biała, Cieszyn, Gubin, Inowrocław, Jelenia Góra, Kostrzyn, Koszalin, Legnica, Olsztyn, Słubice, Słupsk, Tarnów, Wałbrzych și Zgorzelec.
Troleibuzele funcționează în prezent în Gdynia, Lublin, Sopot și Tychy. Erau utilizate și în Dębica, Gorzów Wielkopolski, Legnica, Olsztyn, Poznań, Słupsk, Wałbrzych, Varșovia și Wrocław. Încercările de instalare ale acestui sistem de transport public nu s-au bucurat de succes în Gdańsk și Jelenia Góra.